# Bagels & Beans

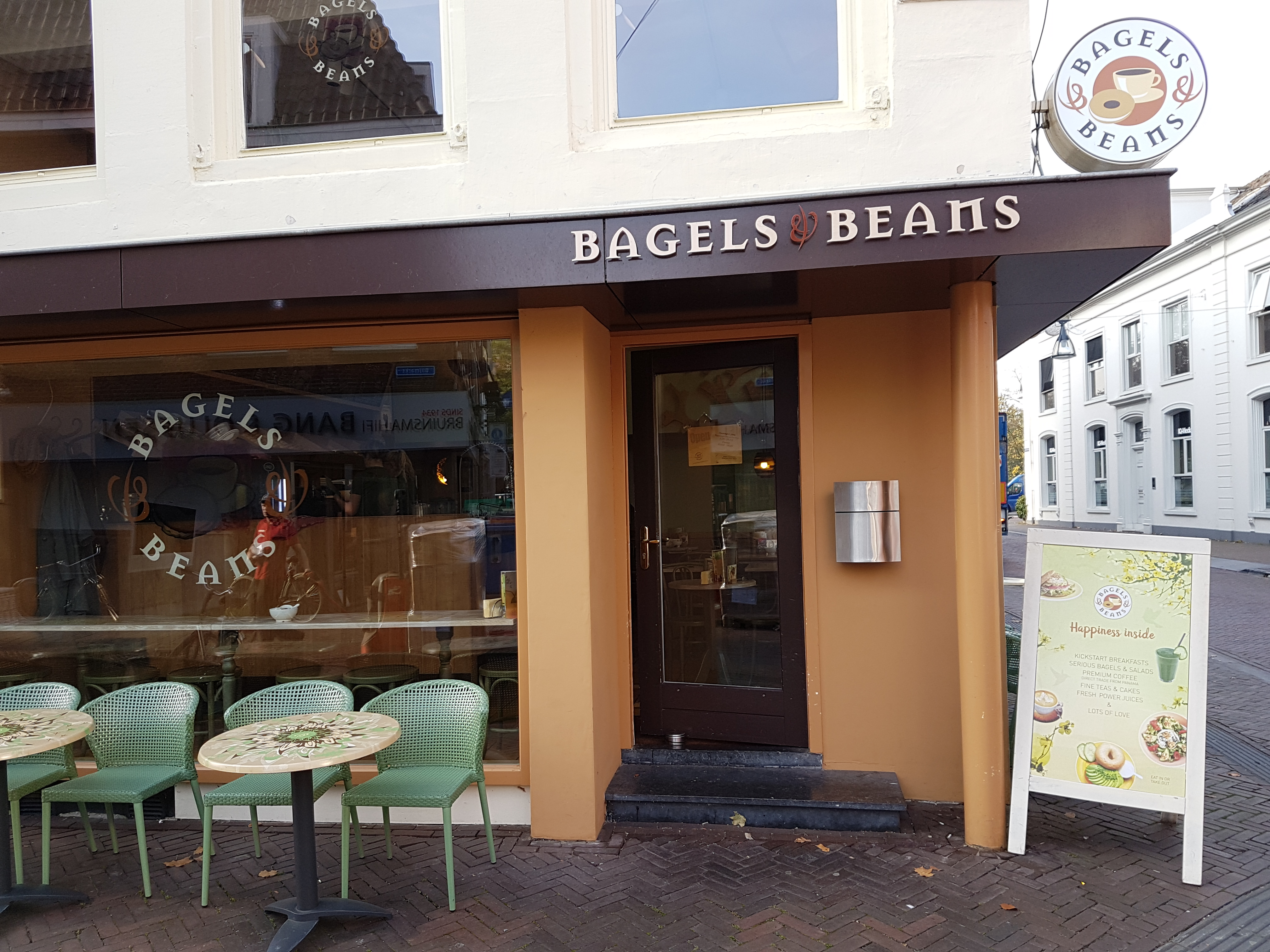
Filiaal in Zwolle

Bagels & Beans is een Nederlandse keten van horecazaken die werd opgericht in 1996. In januari van dat jaar openden oprichters Ronald Bakker en Ninande Thio het eerste filiaal aan de Ferdinand Bolstraat in Amsterdam. Bagels & Beans richt zich specifiek op de vooral in de Verenigde Staten populaire broodsoort bagel.
Bagels & Beans heeft 89 filialen in Nederland. Alle vestigingen worden gerund door franchisenemers.
Bagels & Beans haalt koffie uit de plantage van de familie Janson in Panama. Op het gebied van koffie ondersteunt het onder meer de organisatie Coffee Kids. Daarnaast ondersteunt het een scholingsproject voor (familie van) werknemers op de koffieplantage in Panama.